# ISO 3166-2:AT
ISO 3166-2:AT은 지리 식별 부호(geocode)를 정의하는 ISO 표준인 ISO03166-2의 일부이며, 오스트리아에 적용된다. 9개의 행정 구역이 하부 부호를 할당받았다. 하부 코드는 2자리의 숫자로 쓴다. AT는 ISO03166-1에서 할당된 국가 코드를 사용한다.

## 식별 부호

오스트리아의 주

| 코드 | 행정 구역        |
| ---- | ---------------- |
| AT-1 | 부르겐란트       |
| AT-2 | 케른텐           |
| AT-3 | 니더외스터라이히 |
| AT-4 | 오버외스터라이히 |
| AT-5 | 잘츠부르크       |
| AT-6 | 슈타이어마르크   |
| AT-7 | 티롤             |
| AT-8 | 포어아를베르크   |
| AT-9 | 빈               |

## 같이 보기
- 오스트리아의 행정 구역